# Cormainville
Cormainville är en kommun i departementet Eure-et-Loir i regionen Centre-Val de Loire strax norr om centrala Frankrike. Kommunen ligger i kantonen Orgères-en-Beauce som tillhör arrondissementet Châteaudun. År 2022 hade Cormainville 222 invånare.

## Befolkningsutveckling
Antalet invånare i kommunen Cormainville
Referens:INSEE